# 294296 Efeso
294296 Efeso este o planetă minoră (asteroid) din centura de asteroizi. A fost descoperită pe 3 noiembrie 2007 la Borbona de Vincenzo Silvano Casulli⁠(d). 
Obiectul prezintă o orbită caracterizată de o semiaxă mare de 2,3095057280934 UAi, o excentricitate de 0,06, o înclinație de 5,8 ° în raport cu ecliptica.